# Hugo Franz von Fürstenberg
Hugo Franz Freiherr von Fürstenberg (* 28. Juni 1692 in Herdringen; † 11. Dezember 1755 in Münster) war Domherr in Hildesheim, Paderborn und Münster.

## Leben

### Herkunft und Familie
Hugo Franz von Fürstenberg war Sohn von Ferdinand von Fürstenberg und seiner Gemahlin Maria Theresia von Westphalen zu Laer und entstammte damit dem Adelsgeschlecht von Fürstenberg, einem der ältesten und bedeutendsten Westfalens. Zahlreiche namhafte Persönlichkeiten aus Kirche und Staat sind aus dem Familienstamm hervorgegangen. Einer der bedeutendsten Vertreter der Familie war der Fürstbischof Ferdinand von Fürstenberg. Hugo Franz hatte acht Brüder und sieben Schwestern, von denen allerdings viele einen frühen Kindstod fanden. Sein Bruder Christian Franz (1689–1755) war Mitglied des Reichshofrats und Erbdroste, Wilhelm Franz (1684–1707), Ferdinand Anton (1683–1711), Friedrich (1685–1706), Friedrich Christian (1700–1742) und Franz Egon (1702–1761) waren Domherren in Münster und Paderborn.

### Wirken
Nach dem Tode seines Bruders Ferdinand Wilhelm erhielt Hugo Franz im Jahre 1706 eine päpstliche Zusage auf ein Hildesheimer Domkanonikat. Die Aufschwörung fand am 6. Dezember 1706 statt. Er studierte zunächst in Mainz. In den Jahren 1710 bis 1713 studierte er an der Universität Köln. Sein Biennium absolvierte er in seit 1715 in Orléans. Er konzentrierte sich bei seinen Studien auf die Rechtswissenschaft. Statt einer geistlichen Laufbahn, wie von seinem Vater vorgesehen, wäre Hugo Franz lieber Soldat geworden. Er spielte zeitweise mit dem Gedanken in französische Dienste zu treten. Letztlich fand er sich mit der geistlichen Laufbahn ab.
Der Turnar verlieh ihm im Jahre 1713 ein münsterisches Domkanonikat. 1722 kaufte er vom Domküster von Nesselrode für 10.000 rheinische Gulden die münsterische Domküsterei. Das nötige Geld erhielt er von seinem Bruder Christian Franz. Zwei Jahre später erhielt er die Bestallung zum Geheimen Rat in Hildesheim. Seine Stimmabgabe für Clemens August von Bayern bei der Hildesheimer Bischofswahl 1724 brachte ihm eine „Belohnung“ von 4000 Reichstalern ein. Im Jahre 1750 verzichtete er zugunsten seines Neffen Christian Ignaz Alexander auf die Hildesheimer Präbende. Am 8. Dezember 1755 übertrug er die Domküsterei seinem Neffen Franz Friedrich Wilhelm von Fürstenberg. Diese Übertragung wurde nicht wirksam, da Hugo Franz bereits drei Tage später verstarb. Er besaß die Subdiakonatsweihe.
Trotz zahlreicher Präbenden und anderer Einkünfte war sein Lebensstil so aufwändig, dass er des Öfteren Geld von seiner Familie erbat. Eine wirkliche aktive politische Rolle hat er wohl nicht gespielt.

### Auszeichnungen
- Komtur des St. Michaels-Orden